# Sonnet 10

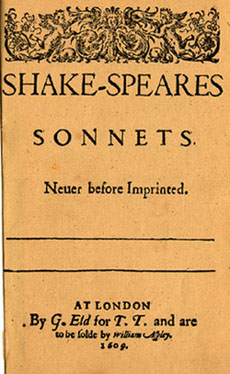
Sonnetten van Shakespeare, 1609

Sonnet 10 is een van Shakespeares 154 sonnetten die in 1609 ongeautoriseerd werden gepubliceerd als quarto. Sonnet 10 behoort tot de reeks met 17 procreation sonnets, waarmee de gedichtenbundel begint. Hierin spoort  de dichter een jongeman aan om kinderen te krijgen vooraleer zijn jeugd voorbij is. In Sonnet 10 argumenteert de dichter dat de jongeman weliswaar geliefd is door velen, maar dat hij deze liefde niet beantwoordt en evenmin van zichzelf houdt. Daardoor gaat zijn schoonheid teloor. De enige manier om deze schoonheid te bewaren is door ze in een kind te laten verder leven.

## Shakespeares tekst
| Sonnet 10 For shame deny that thou bear'st love to any, Who for thyself art so unprovident. Grant, if thou wilt, thou art beloved of many, But that thou none lov'st is most evident; For thou art so possessed with murd'rous hate That 'gainst thyself thou stick'st not to conspire, Seeking that beauteous roof to ruinate Which to repair should be thy chief desire. O, change thy thought, that I may change my mind! Shall hate be fairer lodged than gentle love? Be as thy presence is, gracious and kind, Or tothy self at least kind-hearted prove. Make thee another self for love of me, That beauty still may live in thine or thee. |

## Analyse
Het sonnet is opgebouwd met versregels, bestaande uit vijf versvoeten die beginnen met een onbeklemtoonde lettergreep. Dit metrum noemt men de jambische pentameter. Shakespeare volgt ook in dit gedicht nauwgezet het rijmschema van het uit drie kwatrijnen en een distichon opgebouwd Engels sonnet: abab-cdcd-efef-gg.
Reeds in het voorgaand sonnet, Sonnet 9, beschuldigde de dichter de jongeman ervan dat hij niemand echt liefhad. Met name in de laatste twee versregels ("No love toward others in that bosom sits/That on himself such murd'rous shame commits") wordt dit expliciet verwoord. In Sonnet 10 herhaalt de dichter deze beschuldiging. Er is echter meer aan de hand: in dit sonnet vinden we voor de eerste keer een hint dat de dichter zelf de jongeman liefheeft. Hij vraagt weliswaar om zich voort te planten om zijn schoonheid te bewaren, maar voegt daar aan toe dat hij het "for the love of me" moet doen, dus uit liefde voor de dichter. Verdere ontboezemingen zullen volgen in de bundel. Sonnet 18 is zelfs een regelrechte liefdesverklaring, en Sonnet 20, over de schoonheid van de jongeman die zowel man als vrouw bekoort, werpt meer licht op deze verhouding. Opmerkelijk is ook dat Sonnet 10 het eerste sonnet uit de reeks is waarin de eerste persoon enkelvoud wordt gebruikt ("I" en "me"). De dichter plaatst zichzelf als het ware als 'dramatis persona' in het verhaal dat zich in de volgende sonnetten ontvouwt. De opvallendste metafoor die in het sonnet wordt uitgewerkt, is die van een huis dat niet de zorg krijgt die het verdient. De jongeman wordt aangemaand om zijn (lekkende?) dak te herstellen, en meer zorg te besteden aan zichzelf. Het dak of het huis staat hier dus voor de jongeman zelf, die er maar op los leeft zonder zich zorgen te maken om de toekomst. Het is, zo betoogt de dichter, alsof de jongeling zichzelf haat, zo zorgeloos springt hij met zijn schoonheid om. Het afsluitende "Make thee another self" zinspeelt waarschijnlijk op een kind dat het evenbeeld zal zijn van de jongeling, al kan deze versregel ook geïnterpreteerd worden als een aansporing om zichzelf moreel te herscheppen en aldus een andere persoon te worden. 